# The Lazarus Experiment
"The Lazarus Experiment" (KBS 방영 제목: 〈죽음을 거부한 남자〉)는 영국의 SF 드라마 《닥터 후》 시즌 3의 여섯번째 에피소드이다. 영국에서는 2007년 5월 5일에 처음 방영되었다. 작가는 스티븐 그린혼, 감독은 리처드 클라크이다.
리처드 라자러스 교수 (마크 게티스 분)는 영국 서더크 대성당에 마련된 연구소에서 자신의 모습을 젊게 바꾸는 영생의 실험장치를 시연한다. 하지만 실험 과정에서 라자러스의 DNA가 변이를 일으켜 거대한 괴물로 바뀌어 버리고, 라자러스는 생명력을 빨아들이기 위해 희생자를 물색하는 가운데 닥터가 나서 막는다는 줄거리이다.
총괄 프로듀서 러셀 T 데이비스는 이번 에피소드의 각본을 맡은 스티븐 그린혼에게 "온화하고 나이든 매드 사이언티스트가 실험이 잘못되는 바람에 난폭한 슈퍼빌런이 되어버리는", 전형적인 마블 코믹스 줄거리처럼 구성해보자며 제작 비화를 밝혔다. 영국에서 첫 방영될 당시 BARB 집계 시청률은 719만 명이었으며, 2007년 5월 첫째 주 영국 프로그램 중에서는 최고 시청률을 기록하였다.

## 줄거리

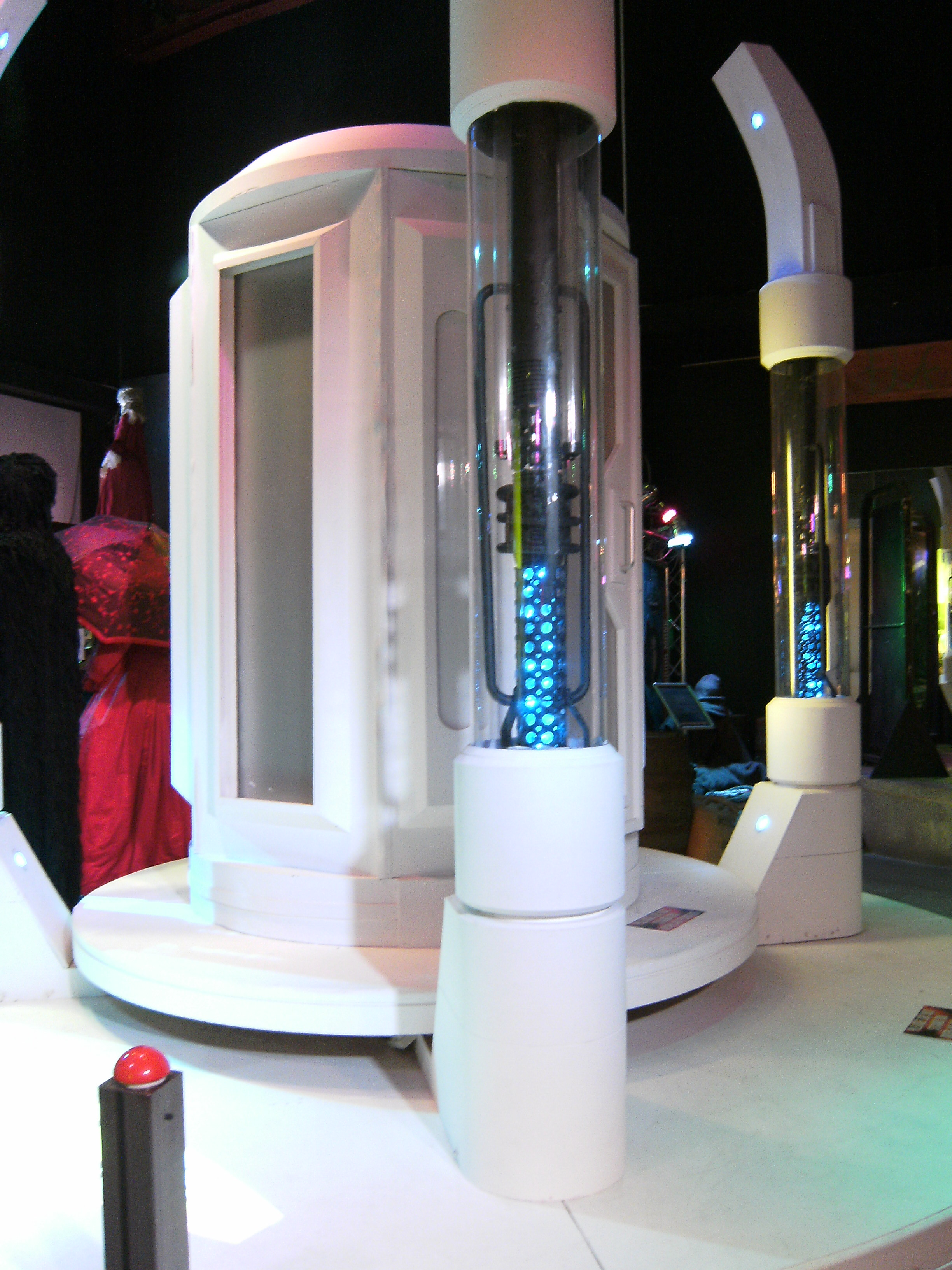
닥터후 익스피리언스 전시관에서 소개된 라자러스 실험실 기계

현대의 영국 런던. 늙은 리처드 라자러스 교수는 TV에 출연하여 인간이 살아가는 의미를 바꿀 기계를 시연해 보이겠다고 밝힌다. 그의 발표에 흥미를 느낀 10대 닥터는 마사 존스와 함께 라자러스 연구소의 시연회에 참석한다. 그곳에서 두 사람은 마사의 동생인 티시를 만나는데 연구소 직원으로 일하고 있었다. 시연이 시작되고, 기계의 캡슐 안으로 한발짝 들어가더니 라자러스 교수는 이내 훨씬 젊은 남성의 모습으로 재탄생한다. 라자러스 교수의 DNA 샘플을 살펴본 닥터와 마사는 라자러스가 자신의 유전자에 음파를 쏴서 정말로 회춘시키는 데 성공했다는 사실을 알게 된다. 하지만 그 과정에서 라자러스의 DNA 속 무언가도 함께 활성화되어, 라자러스를 전혀 다른 모습으로 바꾸려 하고 있었다.
라자러스 교수는 역시 나이가 많은 토 여사와 함께 사무실로 돌아온다. 욕심 많은 성격의 토 여사는 다음 차례는 자신이 되게 해 달라며, 함께 젊어지자고 고집을 부리지만 라자러스 교수는 이를 거절한다. 실망한 토 여사는 실험 자체를 중단시켜 버리기 위해 색슨 씨에게 투자금을 회수하라고 협박하는데, 갑자기 라자러스 교수가 정체불명의 괴물로 변해서 토 여사를 죽인다. 닥터와 마사는 토 여사의 시신을 발견하고, 라자러스는 자신의 DNA를 안정적으로 유지시키려면 생명 에너지를 남에게서 빨아들여야 할 것이라고 짐작한다. 그때 갑자기 라자러스가 닥터와 마사를 덮치면서 두 사람은 기계 속으로 숨는다. 라자러스는 거대한 전갈 형태의 징그러운 모습으로 바뀌어 있었다. 닥터는 라자러스의 모습이 변형된 것은 휴면기에 들어간 유전자를 기계가 풀어 버려서 거꾸로 진화해 버린 결과라고 설명한다. 라자러스가 기계를 가동하는 순간, 닥터가 캡슐의 설정을 에너지 흡수가 아닌 에너지 반사로 바꾸면서, 라자러스가 역으로 반동에 튕겨 나가고 다시 사람의 모습으로 되돌아온다.
마사의 어머니 프랭신은 해롤드 색슨 씨의 관계자로부터 닥터는 위험하다는 경고를 듣고, 마사가 닥터와 어울리는 것에 불안해 한다. 한편 정신을 잃은 라자러스를 태워 보냈던 구급차가 부서지는 소리가 나고, 즉시 달려간 닥터는 운전사들의 신체에서 생명력이 빠져나간 것을 발견한다. 라자러스가 다시 깨어났음을 직감한 닥터와 마사, 티시는 인근의 서더크 대성당으로 가는데, 그곳은 라자러스가 어린 시절 대공습 시기에 피난처로 삼았던 곳이었다. 마사와 티시는 라자러스를 성당 꼭대기의 종탑으로 유인하고, 닥터는 성당 안에 있던 파이프 오르간의 음량을 최대치로 끌어올린다. 오르간 소리가 일으킨 진동이 라자러스의 변형 DNA를 망가뜨리면서, 라자러스는 다시 인간의 모습으로 돌아가는 동시에 숨을 거둔다.
마사에게 딱 한번 여행을 시켜주겠다고 약속했던 닥터는 다시 한번 더 여행을 떠나자고 제안한다. 마사는 그냥 승객으로 태워주는 것은 싫다며 거절한다. 닥터는 자신에게 마사가 그 이상의 존재임을 확인시켜 주고, 두 사람은 타디스에 다시 함께 오른다.